# 許金山謀殺妻女案
許金山謀殺妻女案是2015年發生在香港轟動一時的命案。2015年5月22日，時任香港中文大學醫學院麻醉及深切治療學系副教授許金山，其妻子黃秀芬和次女許儷玲一起在一部黃色的寶馬迷你私家車內昏迷死亡；後證實兩人均是一氧化碳中毒身亡。這宗神秘雙屍命案成為了懸案兩年，直至2017年9月，許金山才被拘捕及檢控。2018年9月18日，許金山被陪審團一致裁定兩項謀殺罪成，被判終身監禁。2023年11月21日，終審法院裁定許金山上訴得直，下令案件發還重審。2025年1月14日，高等法院陪審團一致裁定許金山兩項謀殺罪成，判處終身監禁。2025年2月14日，許金山向上訴法庭申請上訴。

## 有關人物

### 許金山
許金山（英語：Khaw Kim-sun），2015年案發時50歲，當時任職香港中文大學醫學院麻醉及深切治療學系副教授，同時亦是沙田威爾斯親王醫院名譽高級醫生。他來自馬來西亞，1988年在英國倫敦大學取得內外全科醫學士，1993年取得英國皇家麻醉科醫學院院士，1997年獲得香港醫學專科學院院士（麻醉科）。約1997年加入香港中文大學擔任助理教授。他主要研究產科麻醉，2013年完成中大醫學博士論文，研究向剖腹孕婦供氧，是該領域首篇博士論文獲中大嘉獎。他亦是為中大校內的網球教練，曾任中大女子網球隊名譽領隊，在2000年的「逸夫書院教職員聯誼會」單打網球賽中獲季軍。許金山在警誡下直認與前學生兼研究助理李泳怡有婚外情。 據許金山小姨黃秀芳指出，許金山做人的格言是「Whatever you do, it is not wrong if you don't get caught.」（不管你做什麼，只要不被抓，都是沒有錯的）。

### 黃秀芬
黃秀芬（英語：Wong Siew-fing） 是許金山的妻子，案發時47歲。她來自马来西亚，早年在英國任職護士，案發時她是全職主婦。1992年她與許金山結婚，育有三女一子。在2015年5月21日，她向妹妹黃秀芳（Wong Siew-fong）透露，打算在暑假一家人到法國的亞維農及西班牙的巴塞隆拿旅行。翌日，她和次女許儷玲一起在自己的黃色寶馬迷你座駕內昏迷死亡。

### 許儷玲
許儷玲（英語：Lily Khaw Li-ling）是許金山和黃秀芬的次女，案發時16歲。她在香港出生，7歲時被證實患有注意力不足過動症及讀寫障礙。她曾在保良局蔡繼有學校讀書，2014年暑假轉校至馬鞍山的啟新書院。2015年5月22日和母親一起在母親的黃色寶馬迷你座駕內昏迷死亡。

### 李泳怡
李泳怡（英語：Shara Lee Wee-yee）是許金山的情婦，案發時34歲，任職香港理工大學放射學助理教授。她同樣來自馬來西亞，曾是許金山的學生兼研究助理。李泳怡2004年以一級榮譽成績畢業於香港理工大學放射學系，2004至2008年在香港中文大學醫學院修讀麻醉及深切治療學博士學位時，許金山是其指導老師，兩人年紀相差16年仍發展出忘年師生戀。2007年李泳怡以124萬購入愉翠苑一個單位，毗鄰是威爾斯親王醫院，成為二人日後偷偷約會的愛巢。 李泳怡多年來所發表的多篇論文，大都是與許金山等一同研究的。兇案發生後李泳怡和許金山兩人關係更親密，享受以情侶姿態共處，又曾如夫婦般出國旅遊。警方曾於2016年5月12日將她拘捕，因發現她曾在許金山以一氧化碳做實驗時在實驗室出現，並在案發前一晚四次與許金山通電話，但由於證據不足，她最終獲得釋放。

## 背景
1988年，許金山與黃秀芬相識，兩人在倫敦一間醫院受訓成為醫生及護士。兩人1992年結婚，1997年移居香港，育有三女一子，2015年案發時長女19歲、次女16歲、三女12歲、幼子11歲。案發時長女在馬來西亞讀醫科，次女在啟新書院就讀，三女和幼子在保良局蔡繼有學校就讀。
2004年至2008年，李泳怡在香港中文大學醫學院修讀麻醉及深切治療學博士學位，許金山是她的指導老師，兩人年齡相差16年，仍發展出「忘年師生戀」。2004年起，李泳怡上門到許金山家中為其長女和次女補習中文。長女在法庭上稱，自己首先發現李泳怡跟父親許金山有染。2008年開始，許金山和妻子黃秀芬關係轉差，兩人出現情感問題。
許氏一家六口於2013年搬入西貢西沙路大洞村三層高獨立屋居住。2013年夏天一次燒烤聚會，黃秀芬從朋友口中得知一直為女兒補習的李泳怡，竟是丈夫的婚外情對象。
黃秀芬的家庭醫生王家恩指出，2013年11月起，黃秀芬患有中度抑鬱症和中度焦慮症。2014年6月，黃秀芬向許金山提出離婚，遭許拒絕。黃秀芬指，許金山每星期只留在家3次，每次回家都有不和平事件發生。
許金山與黃秀芬共擁680萬現金，共同擁有公司並以俗稱「長命契」的聯權共有方式擁有七個村屋單位，包括西貢大洞村雙號村屋共3層（市值2,300萬港元）、西貢大洞村單號村屋一層（市值600萬港元）、大嶼山塘福單號村屋共三層連5,000方呎地皮（市值2,500萬港元）；物業總市值超過5,000萬元，全部已清還或沒有按揭。兩人物業是「長命契」方式，如果黃秀芬死去，物業權益全歸屬許金山。但若果兩人離異，其中一半財產或歸黃秀芬所有。
黃秀芬曾於海外購買數份保險，其中一份人壽保險賠償額約507萬港元，受益人為許金山。
2014年下旬，許黃兩人選擇不離婚，除了為四名子女着想，亦因兩人擁有超過半億身家，黃秀芬要求離婚後要得分一半，但許金山只肯給她六分一，雙方僵持多年無果。
根據入境處資料，許金山與李泳怡於2013年4月19日至2015年8月30日期間，曾九次外遊，至許金山妻女出事後三個月內，許李二人仍有繼續同行；許金山直言與李泳怡如夫妻般旅行。

## 案件經過
2015年5月22日，許金山的妻子黃秀芬早上7時半曾駕駛其黃色寶馬迷你座駕送三女及幼子上學，1小時後回家，在花園逗留至約10時返房。許金山當天早上不用上班，中午才出門去中大聽學生匯報，再去醫院工作。
下午約2時，黃秀芬與當日放假的次女許儷玲取車外出。兩人的座駕向馬鞍山方向行駛數分鐘，經過距離寓所約1.4公里外的西澳村，突然在巴士站的避車處停下。下午3時35分，任職護士的湯玉玲經過時看見黃秀芬的座駕停在避車處，但未有泊正，車身微微斜出。4時15分，湯玉玲原路折返時，見車輛仍未離開，她走近車旁查看並拍打車窗及車身，母女二人仍毫無反應，於是報警。警察和消防員抵達將兩人送院，下午5時30分倆人證實不治。
法醫當日剖屍，發現二人血液中一氧化碳濃度約50%，比一般致命濃度40%為高，因而懷疑是吸入高濃度一氧化碳致死。法醫推斷死亡時間介乎中午12時45分至下午2時55分。警方調查發現涉事私家車的機件完好，亦無一氧化碳洩漏問題，一氧化碳從何而來，成為最大疑問。有參與調查的警員事後透露，案發當日已對許金山起疑，原因在於許在急症室只擁着次女遺體痛哭，但未有理會妻子遺體；而且在作供時就不時批評妻子。但由於許金山有不在場證據，警方奈何只有放人。
警方透過國際刑警向寶馬車廠德國總部查詢車輛維修詳情，一年多後獲回覆，得知一氧化碳非來自汽車。探員開始懷疑和車尾發現的一個漏了氣及沒有膠塞的灰色瑜伽球有關，但案後半年後政府化驗所對瑜伽球作化驗，沒有驗出球內有一氧化碳。於是警方向一氧化碳供應商查詢，發現在2015年4月8日，一瓶容量6.8立方米、純度99.9%的一氧化碳曾送至許金山工作的中文大學李嘉誠醫學大樓，雖然購買人是中大矯形外科及創傷學系研究助理教授周昊翹，但於2014年10月發出電郵索取報價的是許金山。周昊翹指是按許金山的指示向林德港氧有限公司購入一氧化碳，並透露在案發前兩日目擊許金山將一氧化碳注入兩個瑜伽球內帶走。
2016年5月12日，警方首次拘捕許金山，並在許金山書房的一個抽屜內發現一個白色的瑜伽球塞子。許金山當時首度稱曾將一氧化碳儲進瑜伽球，又說懷疑是次女自殺。因仍有大量調查未完成，遂於2017年1月24日暫時將許金山釋放。
警方調查時發現李泳怡曾至少兩次在許金山以一氧化碳做實驗時在實驗室出現，而且案發前一晚，許金山又曾四次和李泳怡通電話，懷疑李泳怡有份參與謀殺過程，所以在2015年5月將她拘捕。李泳怡被捕時表現冷靜，在警誡下表示對案件並不知情，又稱忘記案發前一晚與許通話四次的內容，由於證據不足，警方未有再次拘捕及起訴李泳怡。
2017年9月11日，警方重案組在西貢大洞村一單位內再次拘捕許金山，並落案控告兩項謀殺罪，下午於沙田裁判法院提堂。 許金山被拘捕，控方指許金山在警誡下稱，案發前兩天，他在中大把一氧化碳注入兩個瑜伽球，並將球帶回家，又解釋這是為了殺老鼠。許金山又指女兒或因壓力過大自殺。許金山向警方表示，他和情婦李泳怡一起已經數年，妻子亦一直知道對方的存在，只是不願接受現實，而夫婦兩人亦曾提及離婚，但妻子只想獲得更多保障而一度拒絕，因此警方懷疑許金山是因錢財動殺機。
2018年8月22日，案件在高等法院開審，許金山被控兩項謀殺罪，指他於2015年5月22日謀殺黃秀芬及許儷玲。許金山選擇不出庭自辯，庭上只播出許金山與警方會面的錄影。
在法庭上，中大矯形外科及創傷學系研究助理教授周昊翹指出，2015年5月20日下午約2時，他與許金山及技術員再進行實驗，將一氧化碳注入白兔血液；李泳怡於下午4時出現，實驗則約於下午4時半完成。周昊翹親眼目睹許金山把一氧化碳打進兩個瑜伽球，以雙臂環抱方式拿走，稱要帶走一氧化碳予化學系的友人化驗濃度。許金山與警方會面時，辯稱以一氧化碳殺死家中的老鼠，但許金山的印傭指案發前5個月都不見鼠蹤。
許金山一方面向警方堅稱情婦李泳怡與案件無關，另一方面將兩條人命的罪責全推卸在只有16歲的次女儷玲身上，將許儷玲描繪成一個情緒不穩、有自殺及弒母念頭的危險人物，指是她帶充滿一氧化碳的瑜伽球上車，導致自己及母親死亡，犯下弒母之罪。但多名證人指許儷玲為人友善、性格開朗、對生命熱情、對未來充滿期待，沒有自殺傾向。其中許儷玲的同學指她們在2015年一起報名參加世界學者盃；案發當日下午約1時半許儷玲更和她約好三日後到餐廳用膳。此外，印傭目睹黃秀芬與許儷玲倆人離家上車時沒有帶瑜伽球。
2018年9月19日，早上約11時15分，5男4女陪審團退庭商議。商議約七小時後，許金山被陪審團一致裁定兩項謀殺罪成，依例被判終身監禁。法官張慧玲指許金山聰明及教育程度高，卻有預謀有計劃的殺害妻子，教人震驚。由於被告有情婦，並與妻子聯名持有物業，相信被告或因身家分配問題起殺機。 這宗命案轟動一時，除香港各大傳媒都有報導外，亦引起外國傳媒的關注 。

## 後續發展
許金山的情婦李泳怡，因有嫌疑曾被拘捕，但證據不足未被正式檢控，案後繼續在香港理工大學醫療科技及資訊學系任職助理教授，2019年7月更升職成為副教授。
2018年10月16日，律政司收到許金山的上訴許可申請，上訴聆訊將排期進行。
2020年7月6日，醫委會就許金山案件召開紀律聆訊，研訊小組主席劉允怡在判辭中表示，謀殺屬最嚴重的罪行，從事件中看出被告許金山已不適合擁有醫療的專業資格，故判處他無限期從普通科及專科醫生名冊除牌，即時生效。
2020年12月16日，許金山就定罪向高等法院上訴庭提出上訴，稱涉案瑜珈球有可能由其中一名事主放上車。但首席法官潘兆初則指，根據許家家傭的證供，她目睹兩名事主外出時並沒有看到她們攜帶瑜伽球。辯方於審訊期間質疑原審法官沒充分考慮辯方案情，引導時陪審團時忽略了部分細節，如許正在做一氧化碳實驗、家中有鼠患問題等。但上訴庭認為，原審法官引導時已妥善總結證供，上訴人獲得公平審訊，本案有足夠證據，證明上訴人干犯兩項謀殺罪，於2022年6月7日判下判詞駁回上訴，許須繼續服刑。
2022年10月25日，上訴庭頒布書面判辭，認為原審法院妥為根據英格蘭及威爾斯上訴法院指引妥為引導陪審員，並無任何可供爭辯之處。判詞續指，原審已多次提醒陪審員，若「許謀殺妻女」，不是唯一合理推論，不能裁定罪成，因此認為陪審團已正確理解控方舉證責任和標準，故上訴方提出的法律爭議，並非合理可供辯，遂拒絕頒下供被告上訴至終院的「上訴證明書」。
許金山不服定罪向終審法院提出終極上訴，終審法院於2023年6月6日批准上訴許可。
終審法院於2023年11月21日頒判詞，指原審法官未妥善引導陪審團，裁定許金山上訴得直，案件須發還重審。
2024年11月6日，重審案於高等法院開審。辯方大律師安華暉（Andrew  Raffell）及大律師陳玄同原本代表許金山。但在第九日審訊時，許金山認為自己最適合盤問證人，決定終止聘用辯方律師團隊，改為親自上陣盤問證人，更自行出庭作供及結案陳詞。
2025年1月14日，經歷41日審訊後，陪審團退庭商議裁決。7人陪審團於下午3時17分達成裁決，一致裁定許金山兩項謀殺罪成。 許金山聞判後表現平靜，不作求情，法官依例判處許金山終身監禁。
2025年2月14日，許金山就重審敗訴一事，已提出上訴申請。